# Angle d'incidència (fabricació)

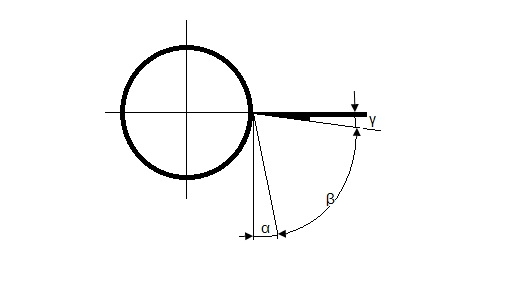
Posició correcta de l'angle d'incidència (α).

L'angle d'incidència (α) és l'angle que es troba entre la superfície principal i la superfície mecanitzada d'una peça a mecanitzar. És l'angle que forma la part frontal de l'eina d'arrancada d'encenalls respecte a la direcció perpendicular al pla de tall. L'angle és necessari perquè l'eina entri a la peça, però si és massa petit, el fil de tall no pot entrar fàcilment en el material que cal mecanitzar i, per tant, es desgasta ràpidament degut al fregament i l'escalfament.
L'angle d'incidència depèn principalment de la resistència del material de l'eina utilitzada; i de la resistència i la duresa del material de la peça. Està relacionat amb l'angle de tall (o aresta) i amb l'angle de despreniment mitjançant la relació:
{\displaystyle \alpha +\beta +\gamma =90^{\circ }}
Essent :
α: angle d'incidència
β:angle de tall (o aresta)
γ:angle de despreniment

## Factors que afecten l'angle d'incidència
1. La resistència del material de l'eina: Si l'eina és d'acer ràpid, s'aconsegueixen angles superiors, ja que aquest és més resistent i tenaç que els carburs metàl·lics.
2. La resistència i duresa del material de la peça: Si el material de la peça és molt resistent i dur, les forces que es produeixen durant la mecanització són superiors i, per tant, l'angle d'incidència ha de ser inferior.

## Efecte de l'angle d'incidència sobre el desgast de l'eina

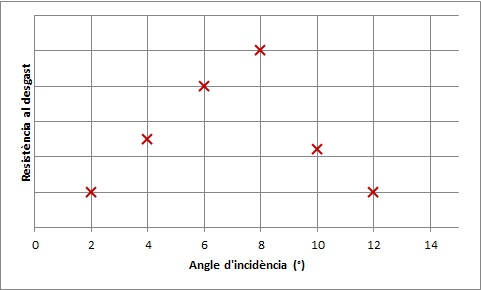
Resistència al desgast- Angle d'incidència

Segons l'angle d'incidència de l'eina la resistència al desgast pot variar per una mateixa velocitat de tall.
Tal com s'observa en el gràfic (Resistència al desgast- Angle d'incidència) per al cas d'un acer ràpid es 
distingeixen dos trams molt diferenciats. Per angles petits la resistència al desgast augmenta gràcies a la 
disminució del desgast per fregament. En el segon tram, a mesura que es continua augmentant l'angle d'incidència
la resistència al desgast disminueix a causa de l'augment de la debilitat de l'eina.
Alguns valors òptims d'angle d'incidència segons el material de què està conformada l'eina són:
|                         | Acer ràpid | Metall dur |
| ----------------------- | ---------- | ---------- |
| Acer <370 N/mm²         | 9°-11°     | 6°-8°      |
| Acer 370-500 N/mm²      | 8°-10°     | 6°-8°      |
| Acer 500-700 N/mm²      | 7°-9°      | 5°-7°      |
| Acer 700-850 N/mm²      | 7°-9°      | 5°-7°      |
| Acer 850-1000 N/mm²     | 7°-9°      | 5°-7°      |
| Acer 1000-1200 N/mm²    | 6°-8°      | 0°-6°      |
| Alumini fos             | 12°-14°    | 8°-10°     |
| Alumini al bronze       | 10°-12°    | 7°-9°      |
| Bronze fos              | 5°-8°      | 4°-6°      |
| Ferro fos (tou)         | 8°-10°     | 6°-8°      |
| Ferro fos (semidur)     | 7°-9°      | 5°-7°      |
| Ferro fos (dur)         | 5°-7°      | 3°-5°      |
| Ferro fos (en coquilla) | -          | 2°-4°      |
| Coure                   | 10°-12°    | 7°-9°      |
| Fosa mal·leable         | 7°-9°      | 5°-7°      |
| Plàstics                | 14°-16°    | 9°-11°     |